# Pamares damarus
Pamares damarus är en insektsart som beskrevs av Mansell 1990. Pamares damarus ingår i släktet Pamares och familjen myrlejonsländor. Inga underarter finns listade i Catalogue of Life.